# Tacinga
Tacinga es un género de Cactus, nativo del nordeste de Brasil (desde el nordeste de Minas Gerais al sur de Rio Grande do Norte, incluyendo Bahía, Sergipe, Alagoas, Pernambuco y Paraíba). Anteriormente fue monotípico, ahora el género comprende 9 especies.

## Taxonomía
El género fue descrito por Britton & Rose y publicado en The Cactaceae; descriptions and illustrations of plants of the cactus family 1: 39, f. 49. 1919.
Etimología
Tacinga: nombre genérico que es un anagrama de la palabra "Catinga", el área de distribución del género en el brasileño Caatinga. 

## Especies
- Tacinga atropurpurea
- Tacinga braunii
- Tacinga funalis
- Tacinga inamoena
- Tacinga luetzelburgii
- Tacinga palmadora
- Tacinga saxatilis
- Tacinga werneri
- Tacinga zehntneri